# Exèrcit Lliure de Síria
L'Exèrcit Lliure de Síria o Exèrcit Sirià Lliure (àrab: الجيش السوري الحر), també anomenat Moviment d'Oficials Lliures (àrab: حركة الضباط الأحرار), és el principal grup d'oposició armada a Síria. Es compon de desertors de les Forces armades que participen en la Guerra civil siriana.
La formació d'un grup d'oposició en el si de l'Exèrcit va ser anunciat el 29 de juliol de 2011 en un vídeo publicat per un grup de desertors uniformats de les forces sirianes, que feien una crida a altres membres de l'exèrcit perquè desertessin i s'unissin a ells. El seu líder, que es va identificar com a Coronel Riad al-Assad, va anunciar que les FSA col·laboraria amb els manifestants per enderrocar el sistema i va declarar que totes les forces de seguretat que ataquessin els civils serien els seus blancs.
Riad al-Assad va fer èmfasi en el fet que l'ESL no té un altre objectiu polític que l'alliberament de Síria de les mans del règim de Baixar al-Àssad. L'Exèrcit Lliure de Síria (ESL) ha afirmat també que el conflicte no és sectari, que en les seves files hi ha alauites (secta musulmana a la qual pertany la família al-Assad) que s'oposen al règim, i que no hi haurà represàlies quan aquest sigui enderrocat. El 23 de setembre de 2011, l'ESL es va fusionar amb el Moviment d'Oficials Lliures (àrab: حركة الضباط الأحرار, harakat al-ḍubbaṭ al-Ahrar) convertint-se així en la principal milícia opositora.
A l'octubre de 2011, s'estimava que entre 15,000 i 20,000 militars havien desertat, encara que no tots els desertors han optat per unir-se al ESL. D'acord amb el seu líder, el Coronel Al-Assad, al novembre de 2011, l'ESL guanyava de 100 a 300 membres cada vegada que s'organitzava un atac. Els seus combatents han participat en les batalles de la ciutat de Deir ez-Zor a l'est de Síria, a la ciutat portuària de Latakia, a la província del nord d'Idleb, a l'àrea meridional de Dera - on l'aixecament va veure la llum-, en els suburbis de la capital, Damasc, a la ciutat d'Alep, i a les ciutats de Homs i Hama, en el centre del país.
El 6 de desembre de 2024, després dels problemes del govern de Baixar al-Àssad en altres fronts, especialment després de l'ofensiva del nord-oest de Tahrir al-Xam, l'Exèrcit Lliure de Síria, recolzat pels Estats Units, va llançar una ofensiva des de la zona segura d'Al-Tanf a Palmira, a la zona oriental de la governació de Homs. L'Exèrcit Lliure de Síria va prendre el control de Palmira el 7 de desembre després d'enfrontar-se amb les forces del règim.